# Любомирівка (Самарівський район)
Любомирівка (до 2024 — Першотравенка) — село в Україні, у Магдалинівській селищній громаді Самарівського району Дніпропетровської області. Населення за переписом 2001 року становить 813 осіб. Орган місцевого самоврядування — Першотравенська сільська рада.

## Географія
Село Любомирівка розташоване на березі річки Чаплинка (в основному на правому), вище за течією примикають села Шевченківка і Тарасо-Шевченківка, нижче за течією примикає село Чаплинка (Дніпровський). У селі Балка Суха впадає у річку Чаплинку. Селом проходить автомобільна дорога Т 0414.

## Історія

### Заснування села
Історія села нараховує більше 200 років. Перші хутори тут були засновані наприкінці XVIII ст. переселенцями із двох регіонів України: розгромленої Запорозької Січі та покріпаченої Полтавщини. Кріпаки-втікачі продовжували заселяти територію сучасного села до другої половини XIX ст. Часто тут же вони змінювали і свої прізвища, ховаючись від панів-хазяїв (Дубняки, наприклад, ставали Дубовиками і т. д.) За свідченням місцевих старожилів Дугенця С. Я. та Борисенко Є. Ф., першими поселенцями були сім'я Дугенців, яка створила хутір на північній, та сім'я Штефанів, яка оселилась на південно-східній околиці села.
Перші хати ставились на так званих «сохах»: спершу із лози виплітався каркас стіни, а потім вже обліплювався глиною із січеною соломою або очеретом до потрібної товщини. Вкривалися хати тією ж соломою та очеретом. Часто, особливо в неврожайні роки, така покрівля згодовувалася худобі, а потім відновлювалася. Усі хати «на сохах» згоріли під час війни. Більш міцними виявилися так звані «литі» будівлі, які могли собі в свій час дозволити лише заможні господарі. Декілька таких хат вціліли навіть після пожеж 1943 року.
Жителі північно-західної околиці теж могли собі дозволити добротні будинки, оскільки тут у ті часи знаходився невеликий лісовий масив, де переважали дубові дерева. Залишки лісу було вирубано у тяжкі післявоєнні часи для відбудови села. Сьогодні цей куток називають Ліском, а вулицю — Лісною.
Переселенці з Полтавщини принесли із собою секрети землеробства і садівництва. Старожили свідчать, що колись село славилось садами. Були навіть рідкісні морозостійкі сорти яблунь і груш, які сьогодні вже забуті.
За свідченням Дугенця С. Я., землі, на яких розташована сучасна Першотравенка, ніколи не знали кріпацтва. Старожили переповідають історію, згідно з якою жителі місцевих хуторів під час війни 1812 р. відіслали до російської армії багато продовольства, коней та фуражу, за що цар дарував поселянам «вільну грамоту». Саме тому село, що невпинно розросталося, називалося Вільним або Непанським. Через особливі кліматичні умови в народі його називали ще Сухою Балкою. А вже після ряду адміністративних реформ другої половини XIX ст. воно увійшло до складу с. Чаплинка.

### ХХ століття
У 1912 р. за кошти місцевого земства збудовано 2 цегляні школи та велику дерев'яну церкву. У часи окупації шкільні приміщення були перетворені в складські, а під час відступу німців наполовину зруйновані. Найтрагічнішою була доля церкви. Після революції у ній служив отець Симіон. Проживав з дружиною та тещею, які померли майже одночасно. Священик власноручно перед церквою збудував для них підземний склеп, де вони й поховані. Під час антирелігійної кампанії 1937 року отець Симіон виїхав із села у невідомому напрямку. Церкву підпалили у вересні 1943 року німці, коли втікали із села. Поруйноване приміщення так і не вдалося відновити. Довго лежав на попелищі самотній дзвін. Нині покійний Рижик Г. В. пригадував, як за наказом місцевої влади той дзвін розбивали на шматки. Він був мідний, гучний. Велика туга стояла навкруги. Тривожні звуки докотилися навіть до сусідніх сел.
У 1913—1914 р.р. царський уряд розпочав будівництво залізниці у напрямку Гришино - Рівне, яке припинене у зв'язку з подіями першої світової війни і продовжено уже в часи Німецько-радянської, оскільки в західному напрямку була дуже вигідна німецькому командуванню. Проте знову ж таки лишилась недобудованою за браком часу.
Бурхливі події початку 20 ст. багато в чому змінили долю моїх односельців. Після чергових єврейських погромів утік до нашого села Лапідус Іван Михайлович. Приїхав сюди разом із лавкою на колесах, де було повно всякого краму. Вихрестився у церкві, за дружину взяв місцеву дівчину. Пізніше облаштував дворище в центрі села, біля школи. Від його лавки почало розростатися велике ярмарище, яке займало площу майже 2 га. Продавали тут багато худоби, птиці, предметів домашнього вжитку. Популярністю користувалися вироби із лози, особливо червоної, за якою майстри їздили аж в с. Очеретувате, оскільки в Першотравенці вона була рідкістю. Старожили пригадують місцевого майстра Киктя Івана, який виставляв для продажу верші, корзини тощо. Особливо славилося взуття місцевих чоботарів: Лося Павла, Лисиці Артема, Солоного Харитона. Взуття шили майже в кожному дворі, але лише на одну колодку. Тож майстри-чоботарі, які вміли виготовляти взуття на ліву і праву колодки, могли його продавати, швидше збагачувалися. Саме вони в першу чергу під час колективізації потрапляли під розкуркулювання.
У 1926 році відбувся перерозподіл земель. Тепер її наділяли не на сім'ю, а на кожного дорослого її члена. Господарі ставали заможнішими. У 1927-28 роках з'явився перший триколісний трактор.
Проте багате, заможне життя перервала колективізація. У 1930 р. утворено 5 господарств: ім. Калініна, «Правда», «Нове життя», «Червоний хлібороб» та «Перше Травня». В честь останнього, центрального, і було назване наше село — Першотравенка.
Люди противилися насильницькому зганянню в колгоспи. У 1932 р. на територію колгоспу ім. Калініна було навіть введено артилерійський взвод із Дніпропетровська, який допомагав придушити місцевий бунт.
Тяжким видався день 23 вересня 1941 року. Німці ввійшли в село несподівано, з боку Прядивки. Радянські війська чекали їх зі сторони Чаплинки, відповідно будували і оборонні рубежі, а тому відступ був раптовим. Очевидці тих подій добре пригадують гуркіт та шипіння снарядів, що падали в р. Чаплинку, оскільки основна частина населення, налякана шквальною атакою, намагалася сховатися в зарослях очерету.
Сьогодні в центрі Першотравенки знаходиться братська могила, у якій у 1946—1947 роках були переховані останки медсестри та 5-ти солдат, що загинули на території села у вересні 1943 року. На могильних плитах також викарбувано імена 298 односельчан, що загинули в часи другої світової. Більшість із них — без зброї і військового одягу, не підготовлені — були кинуті на форсування Дніпра, на висоти в районі Пушкарівки-Бородаївки-Верхньодніпровська. Цих людей, посланих на вірну смерть, солдати називали «піджаками». Без прикриття артилерії та авіації вони гинули водночас сотнями.
Розпочалися важкі роки окупації. У степах орали землю волами і коровами. Населення було обкладене непомірними податками. Худоба, хліб — все вивозилося до Німеччини.
У часи війни на території села знаходився німецький штаб та склад боєприпасів.
Рівно через два роки, 23 вересня 1943 року, силами 58 гвардійської дивізії Степового фронту Першотравенку було визволено. Несподівано і стрімко наступали радянські війська. Німці все ж встигли спалити село дощенту. Людей, які намагалися рятувати свої домівки, розстрілювали на місці. Збереглися лише поодинокі хатини та частина вулиці Шляхової (тепер — вулиця Лісна). Допоміг у цьому збіг обставин. У свій час німці зберігали бочки із пальним у сараї одного із жителів цієї вулиці — Грисенка Григорія Прокоповича. Бригада, що підпалювала будинки, про це не знала. І коли вищезгаданий сарай вибухнув, окупанти сприйняли це як диверсію з боку радянських військ, тому і поспішили втекти із села.
Старожили Борисенко Є. Ф., Чорнов І. А. та інші пригадують, як німці, спаливши село, вигнали усіх, від старого до малого, хто міг ходити, і погнали юрбою у напрямку до р. Дніпра, користуючись ними, мов живим заслоном. Проте вже біля с. Єлизаветівки Петриківського району наші війська їх наздогнали, і людям вдалося уникнути тяжкої долі, повернутись додому. Зиму жили у землянках. А весною 1944 року мешканці села вже вийшли на посівну, одночасно відбудовуючи господарські приміщення, ферми тощо.

### Повоєнні роки
Першотравенці творили чудеса. Так, у колгоспі «Нове життя» у 1944 році налічувалося 323 двори, у яких проживало 641 чоловік, а в колгоспі імені Калініна — 140 дворів (530 чоловік).
У 1947—1948 роках були створені 2 ставки, на місці спаленої церкви збудовано клуб. У відбудовчий період колгоспи очолювали Григорій Чубенко, Дмитро Солоний, Іван Свистун, Василь Іващенко, Олексій Штефан, Іван Мартиненко, Петро Самойленко та інші.
У 1954 році всі 5 колгоспів були об'єднані в один, імені Леніна. У часи правління голови колгоспу Івана Харитоновича Богомола, в 1963 році, коли пройшло злиття Магдалинівського і Царичанського районів, колгосп дістав нову назву — «Рассвет».
Відремонтована і перебудована у 1956 році школа запрацювала в повному режимі, а разом з нею — і новий дружний педколектив, керований Яценком Семеном Михайловичем. У повоєнні роки тут працювали вчителі: Платон Тимофійович та Зінаїда Юріївна Волкови, Григорій Корнійович та Наталія Дмитрівна Корсуни, Марія Сидорівна Кононенко, Марфа Никифорівна Дубовик, Андрій Гаврилович Овсієнко, Олексій Прокопович та Марія Федорівна Дубовики, Федора Кононівна Штефан та інші. Більшість із них були учасниками Німецько-радянської війни та відроджували школу із попелища.
Подружжя Волкових запам'яталось випускникам школи як інтелігентні, високоосвічені люди. Платон Тимофійович під час війни був перекладачем, у школі викладав іноземну мову. Зінаїда Юріївна, його дружина, викладала російську мову і літературу. У них була дуже велика власна бібліотека, якою користувалися учні, вчителі та жителі села.
Подружжя Корсунів віддали школі понад 30 років. Григорій Корнійович залишився інвалідом після війни. У школі викладав математику. Наталія Дмитрівна працювала вчителем початкових класів. Теплий слід залишили вони в душах своїх учнів.
Школу в різні роки очолювали мудрі керівники-наставники:
- Яценко С. М. 1956—1962 р.р.
- Загорулько В. П. 1962—1971 р.р.
- Овсієнко А. Г. 1971—1972 р. р.
- Загорулько Л. О. 1972—1977 р.р.
- Васильєв С. О. 1977—1979 р. р.
- Василенко М. І. 1979—1980 р. р.
- Кононенко М. С. 1980—1985 р. р.
- Кандела В. А. 1985—2005 р.р.

У 50-х роках педагогічним і учнівським колективами було закладено фруктовий сад, дендропарк, посаджено алею випускників, закладено багато квітників.
У 1977-78 роках, коли директором був Васильєв С. О., шкільне приміщення було добудоване, споруджено спортзал, бібліотеку, два класи і учительський кабінет.
У 1994 році школа знову отримує статус повної середньої.
До 2019 року було центром Першотравенської сільської ради.

## Сьогодення
Сьогодні в центрі села величається двоповерхове приміщення нової школи-красуні, збудоване на честь 10 річниці з Дня незалежності України і урочисто відкритої 19 грудня 2000 року. Тут працює 19 вчителів і навчається 103 учні. Матеріальну базу школи складають 13 класів-кабінетів, майстерня, кабінет обслуговуючої праці, комп'ютерний клас, актовий та спортивний зали, їдальня. Поруч зі школою обладнано сучасний спортивний майданчик. Добрими і талановитими людьми славиться любомирівська земля.
19 вересня 2024 року Верховна Рада підтримала перейменування села Першотравенка на Любомирівка. 26 вересня 2024 року перейменування набуло чинності.

## Економіка
- «Світанок», сільгосппідприємство.

## Релігія
В селі знаходиться Свято-Іллінський храм ПЦУ (вул. Вишнева, 60).

## Відомі люди
- Дубовик Володимир Юхимович — журналіст, письменник, член обласної спілки письменників. У книгах «Присязі вірні», «Червона гвоздика юності» він описує подвиги своїх земляків у роки Німецько-радянської війни. Повість «Чорноробочі війни» письменник присвячує своєму батькові, колишньому командиру саперної роти, нашому односельцю Юхиму Петровичу Дубовику. Ряд газетних і журнальних публікацій відтворюють історію рідного села.
- Кандела Володимир Васильович — молодший сержант Збройних сил України, учасник російсько-української війни 2014—2015 років.
- Прибєга Василь Степанович — штурман авіації далекої дії. Пробув у повітрі 5,5 тисяч годин. Облетів з краю в край територію нашої країни. Від скореного Берліна маршрут проліг на Далекий Схід, працював на Камчатці, Сахаліні. Літав на станцію «Північний полюс — 4», на острів Діксон, у бухту Тіксі. 8 травня 1945 року при перельоті за маршрутом Вишкув - Варшава - Київ - Ростов - Мінеральні Води він повідомив своїм землякам про Перемогу. Пізніше в своїх спогадах він опише: «Ніколи не думав і не гадав, що так боляче вплинуть на мене рідні місця, понівечена війною земля. З землянок, куренів, то тут, то там виринали виснажені люди. Мене вразила зосередженість, наполегливість, з якою вони трудилися, щоб швидше пробивалися паростки життя з попелу згарищ». Брат Василя Степановича, гвардії старший лейтенант Прибєга Григорій Степанович, загинув на Луганщині. Його іменем і сьогодні названа одна із вулиць селища Маломиколаївки.
- Розумний Петро Павлович — український правозахисник, член Гельсінської спілки, політв'язень 1979 року.
- Шевченко Іван Оникійович — колишній директор фабрики петриківського розпису «Дружба».
- Мережко Іван Семенович — відповідальний секретар газети «Зоря». У своїй збірці поезій із символічною назвою «Останній лист» він пише:

Для щасливих хай лунають здравиці.
Радуйтеся, земляки мої!
А мені у рідній Першотравенці
Відспівали весни солов'ї.